# Volksschädling
Volksschädling (wymowa ˈfɔlksˌʃɛ:dlıŋ; pol. szkodnik narodu) – pojęcie nazistowskie. Jego znaczenie zmieniało się w czasie. W pierwszym okresie, tzw. okresie walki (1919-1933) NSDAP mianem tym określano spekulantów i lichwiarzy (niem. Schieber und Wucherer). Od roku 1930 pojęcie to rozszerzono o rzekomych zdrajców ojczyzny (niem. Landesverräter), a w roku 1939 na mocy Rozporządzenia przeciwko szkodnikom narodu z 5 września 1939.stało się ono fachowym pojęciem prawniczym.

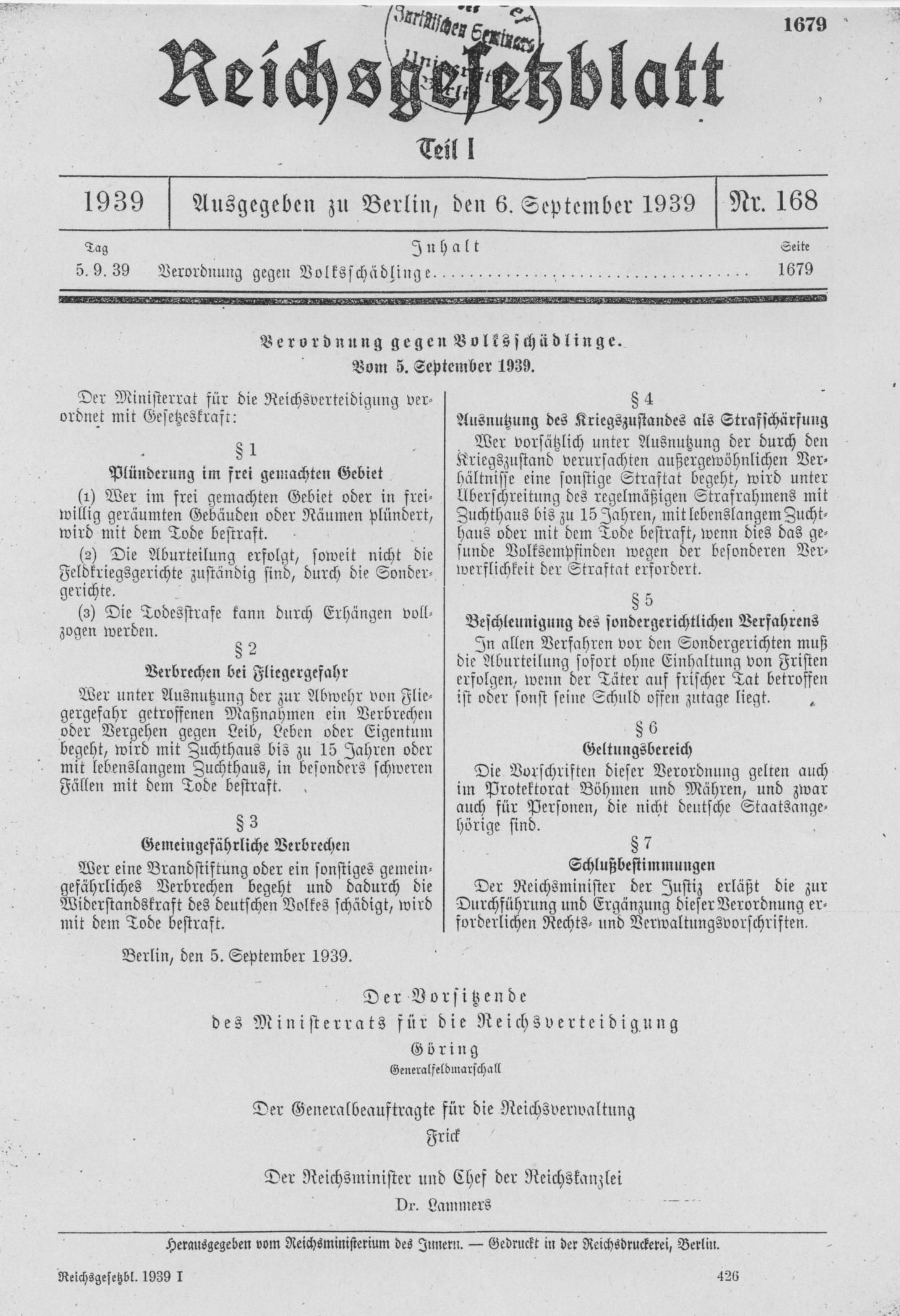
Strona 1679 z Dziennika Ustaw Rzeszy I z Rozporządzeniem przeciwko szkodnikom narodu z 5 września 1939

Zgodnie z § 4 tego rozporządzenia za szkodnika narodu uważana była osoba, która „popełniając przestępstwo, z premedytacją wykorzystuje szczególną sytuację spowodowaną stanem wojennym”. W takim przypadku należało orzec karę „wykraczającą poza zwykły wymiar: ciężkie więzienie do lat 15, dożywotnie ciężkie więzienie lub karę śmierci, jeśli ze względu na szczególną naganność czynu wymagało tego zdrowe poczucie narodu.
Ówczesny sekretarz stanu pruskiego ministerstwa sprawiedliwości, Roland Freisler, napisał na ten temat w fachowym czasopiśmie prawniczym Deutsche Justiz, 1939, s. 1450: „Rozporządzenie skierowane jest w pierwszej linii przeciwko czterem przestępstwom, chodzi tu bardziej o plastyczne wizerunki przestępców, niż o same obiektywne strony tych przestępstw:
1. szabrownika (niem Plünderer),
2. podstępnego zbrodniarza (niem Meintäter),
3. szczególnie niebezpiecznego dywersanta (niem gemeingefährlicher Saboteur),
4. dywersanta gospodarczego (niem. Wirtschaftssaboteur).”

Zawartość pojęcia szkodnik narodu nie została w tym zarządzeniu jednoznacznie zdefiniowana i zmieniała się w praktyce prawnej ulegając coraz to większemu rozszerzeniu. Na krótko przed końcem drugiej wojny światowej odnoszono go w pierwszej linii do dezerterów. Victor Klemperer zaświadczył istnienie w marcu 1945 r. grupy żandarmerii wojskowej, noszącej opaski na ramieniu z napisem „Zwalczanie szkodników narodu” (niem. Volksschädlingsbekämpfer).
Rozpatrywanie oskarżeń, które powoływały się na to rozporządzenie, było przydzielane głównie sądom specjalnym.